# Piper PT-1
O Piper PT-1 é uma aeronave monomotor de treinamento projetada pela Piper Aircraft nos anos 40. Sendo um monoplano asa baixa biplace (em tandem), o PT-1 foi a primeira aeronave do tipo produzida pela Piper. Somente uma aeronave foi construída, com uma versão de quatro assentos foi construída, porém, essa também não foi produzida.

## Descrição
A aeronave tem fuselagem construída em uma estrutura tubular de metal, com asas e empenagem em madeira, sendo tudo entelado. O PT-1 conta com trem de pouso convencional retrátil, sendo propelido por um motor Franklin 6AC-2980D, de 130 hp (97 kW).

## Especificações (PT-1)
Dados de: Jane's All the World's Aircraft 1947 
Descrições gerais
- Tripulação: 2 piloto e aluno
- Comprimento: 6,9 m (23 ft)
- Envergadura: 10,72 m (35 ft)
- Altura: 1,98 m (6,5 ft)
- Peso vazio: 601 kg (1 320 lb)
- Peso bruto (carregado): 907 kg (2 000 lb)

Motorização
- Número de motores: 1x
- Tipo do motor: Franklin 6AC-298D, quatro cilindros opostos, refrigerado a ar, de 130 hp (96,9 kW)
- Descrição do propulsor/hélice: Hélice bipá, de madeira

Performance
- Velocidade máxima: 240 km/h (149 mph)
- Velocidade de cruzeiro (km/h): 217 km/h (135 mph)
- Alcance: 1 100 km (684 mi)
- Razão de subida: 3.8 m/s
- Tecto de serviço: 3 800 m (12 500 ft)

## Bibilografia
- Peperell, Roger W; Smith, Colin M. (1987). Piper Aircraft and their forerunners. Tonbridge, Kent, Inglaterra: Air-Britain. ISBN 0-85130-149-5.
- Auliard, Gilles (Setembro-Outubro de 2001). Unknown Piper: Reviving the PT-1. Air Enthusiast. Nº 95. pp 12-13. ISSN 0143-5450.